# Kiihtelysvaara
Kiihtelysvaara is een plaats en voormalige gemeente in de Finse provincie Oost-Finland en in de Finse regio Noord-Karelië. De gemeente had een totale oppervlakte van 487 km² en telde 2659 inwoners in 2003.
Kiihtelysvaara behoort sinds 2005 bij gemeente Joensuu.